# 土方成美

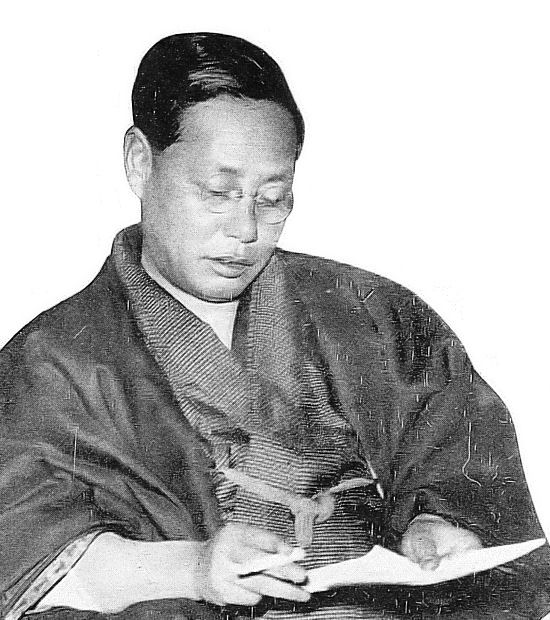
土方成美

土方成美（1890年7月10日—1975年2月15日）是一位日本经济学家，专攻理论经济学、财政学。

## 生平
旧姓町田成美，1890年出生于日本兵库县姫路市。父亲是姫路市会议长，1903年担任众议院议员的町田猛郎。祖先是酒井家的武士。1915年毕业于东京大学经济学部，1917年1月被时任东京法科大学校长土方宁收为义子，和其女儿贞子结婚。曾经被误认为是策略婚姻，本人曾写道：那时想离开自己出生地，父母负债累累，兄弟挥霍无度。同年2月升为助教授，8月赴欧美留学，先后进入美国、法国和英国大学进修。1921年2月返回日本，同年6月升为教授。门下弟子有难波田春夫。
1933年4月至1936年3月，1937年4月至1938年3月担任经济学部部长。1937年担任部长期间批判左派矢内原忠雄的言论，致使后者以流放形式辞去东京大学教授之职。又逢以河合荣治郎为代表的自由主義派和以大内兵卫为代表的左派矛盾冲突激化，河合荣治郎的著作被禁止出版，1938年底平贺让被任命为新一届东京大学校长。1939年2月13日以大学纲纪紊乱和东京大学再建障碍为由发出休职命令，变相辞退一批教授。。离开东京大学后先后担任日本中央大学、近畿大学、国学院大学、独协大学。